# Torgny Danielsson
Sven Torgny Danielsson, född 6 april 1952 i Ås församling i Jämtlands län, är en svensk politiker (socialdemokrat), som mellan 1994 och 2002 var riksdagsledamot för Värmlands läns valkrets. Under åren 2001 till 2004 var han ordförande för Sveriges Psykologförbund.